# ريتش كولمان
ريتش كولمان هو سياسي كندي، ولد في 1956. حزبياً، نشط في BC United ‏. وقد انتخب عضو الجمعية التشريعية لكولومبيا البريطانية ‏ عن دائرة Langley East ‏ خلال فترته النيابية ‏.